# Натан Еванс
Натан Еванс (нар. 19 грудня 1994) — шотландський співак з Ердрі, Шотландія, відомий співом морських шанті . Вперше Еванс здобув популярність у 2020 році, коли опублікував відео, на яких співає морські шанті в сервісі TikTok, викликавши сплеск інтересу до морських шанті. У 2021 році він випустив кавер версію шанті «Веллерман» 19-го століття, яка досягла вершини чартів Великої Британії, а також увійшла в чарти кількох інших країн.

## Раннє життя
Перш ніж розпочати свою музичну кар'єру, Еванс працював поштовим співробітником у Королівській пошті в Ердрі, недалеко від Глазго . Має вищу освіту в галузі вебдизайну .

## Музична кар'єра
Еванс публікував виконання естрадних та народних пісень на TikTok, перш ніж почати публікувати морські шанті . У липні 2020 року він опублікував на TikTok свою першу традиційну морську шанті «Залиш її Джонні» У наступні місяці глядачі його відео продовжували вимагати більше морських шанті, змушуючи Еванса публікувати відео, на яких він співає шанті «Шотландець» та новозеландську «Веллерман» 19-го століття
«Wellerman» швидко набрав перегляди на TikTok, надихнувши багатьох інших на запис більше морських шанті та наслідування та ремікс версії Еванса, включаючи переклади композитора Ендрю Ллойда Веббера, коміків Джиммі Фаллона та Стівена Колберта, гітариста Брайана Мей та підприємця Ілона Маска Станом на січень 2021 року «Веллерман» мав вісім мільйонів переглядів на TikTok, а станом на 29 травня Еванс мав 1,3 мільйона підписників. Через його коріння на TikTok, тренд морських шанті, яку започаткував Еванс, отримала назву «ShantyTok». У статті «Rolling Stone», яка обговорює його успіх, Еванс навів версію пісні The Albany Shantymen як натхнення.
У січні 2021 року Еванс підписав контракт на запис трьох альбомів із Polydor Records, випустивши свою офіційну версію «Wellerman» 22 січня 2021 року Одночасно вийшов танцювальний ремікс на пісню, створену з продюсерами 220 Kid та дуетом Billen Ted . Еванс планує випустити п'ять пісень EP з морськими шанті. Зростаюча музична кар'єра змусила його покинути роботу поштового працівника. У лютому 2021 року він підписав контракт з Об'єднаним агентством талантів . У травні 2021 року Еванс зіграв своє перше шоу в прямому ефірі. Виступ відбувся в Лондоні на борту електричного GoBoat у річці Темза як акція для нового місця GoBoat на Canary Wharf .
Пишучи про природу успіху Еванса за часів пандемії COVID-19, Аманда Петрусич писала в The New Yorker : "Здається, можливо після майже року самотності та колективного самовигнання, а також появи обмежень на подорожі та пригоди, шанті може надати короткий погляд на інший, більш захоплюючий спосіб життя, світ морського повітря та піратів і грога ".
Другий сингл Еванса «Told You So», випущений 25 червня 2021 року. Як і в «Wellerman», вийшли дві версії: фолк-поп- версія та танцювально-поп- ремікс Digital Farm Animals .

### Музичний стиль
Еванс записує матроські пісні а капела з декількома треками свого власного голосу. Він супроводжує себе ударами та плесканнями, зробленими руками. Він співає в баритоні .

## Публікації
У травні 2021 року було оголошено, що Еванс видасть збірку морських шанті «Книга морських шанті: Веллерман та інші пісні із семи морів» . Книга вийде у друку 14 жовтня 2021 року у видавництві Welbeck . Міститиме понад 35 класичних шанті та історії навколо них, а також нові оригінальні шанті Еванса.